# Wielkie manewry
Wielkie manewry (fr. Les grandes manoeuvres) – francusko-włoski film kostiumowy z 1955 roku w reżyserii René Claira. Zdjęcia plenerowe kręcono w Wersalu.

## Nagrody
W 1955 roku film zdobył Nagrodę Louisa Delluca dla najlepszego filmu francuskiego, a w 1956 roku nagrodę David di Donatello w kategorii Najlepsza produkcja dla współproducenta Angelo Rizzoli.